# 브라운즈

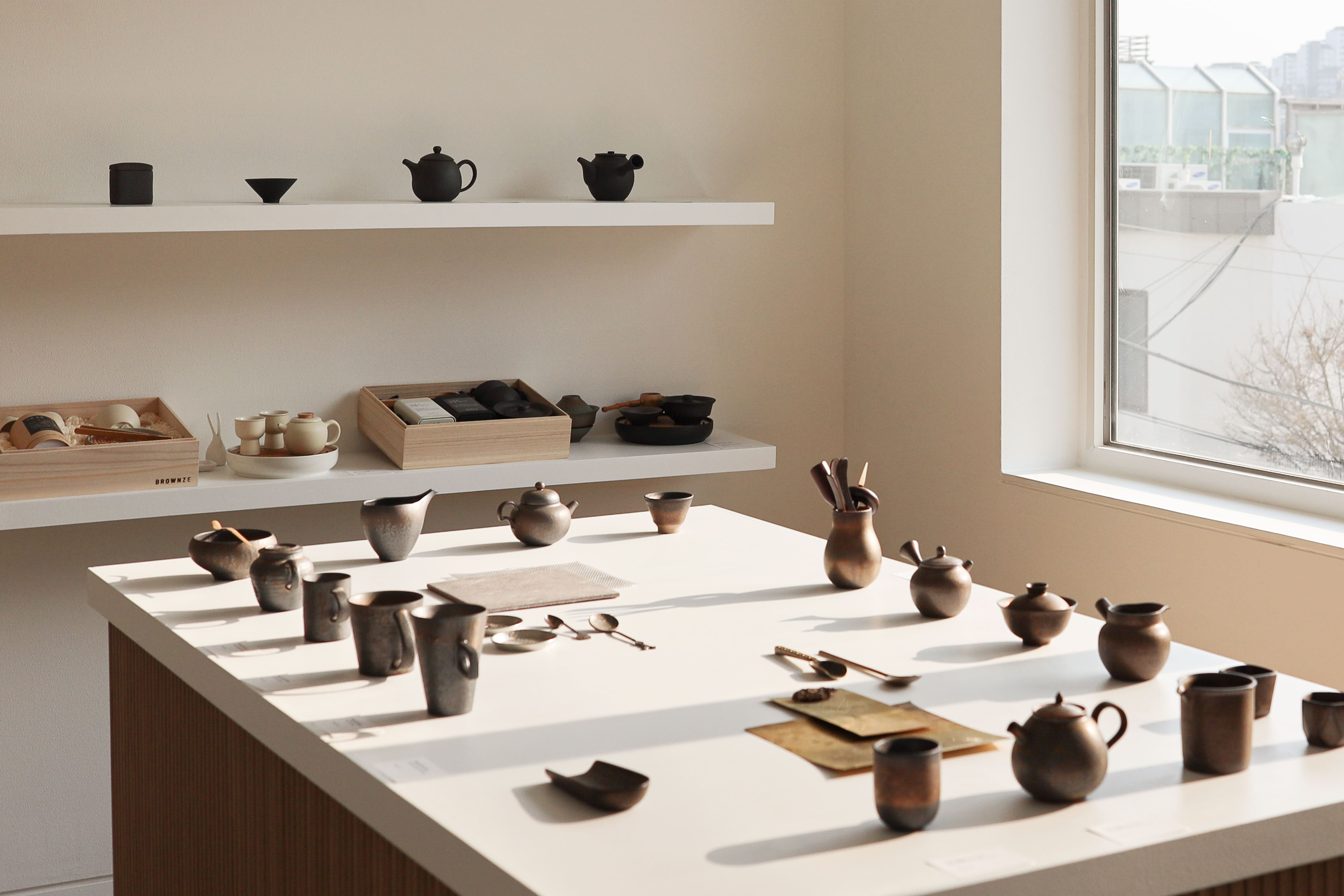
브라운즈 차 전시장

## 개요
브라운즈(BROWNZE)는 2016년 12월 22일, 브라운즈 주식회사(BROWNZE INC)에 의해 설립된 프리미엄 차 및 세라믹 브랜드다. 브랜드명 ‘브라운즈’는 보이차의 숙차가 지닌 깊은 갈색을 의미하는 ‘브라운(Brown)’과 보이차 생차의 색 ‘브론즈(Bronze)’를 조합하여, 차의 복합적이고 다채로운 특성을 상징한다.
브라운즈는 ‘Infusion of Nature’라는 슬로건을 내세워, 자연의 본질을 그대로 담아내는 데 중점을 두고 있다. 정교하게 분류된 찻잎과 반복적인 제조 과정을 통해 차의 깊이 있는 맛과 향을 선명하게 구현하며, 차 한 잔에 담긴 많은 이들의 열정과 정성을 전달하고자 한다.
브라운즈는 서울 본사를 중심으로 중국과 한국에 물류 창고를 운영하며, 국내외 주요 명소와 협력하여 차와 다구를 전시한다. 서울 한남점과 성동점에서는 각각 차와 예술, 기업 상담을 경험할 수 있는 갤러리와 스튜디오를 운영하며, 아시아 차의 역사와 문화를 체험할 기회를 제공한다.
브라운즈는 차 문화의 확산과 소비자와의 깊이 있는 소통을 통해 특별한 가치를 제공하며, 현대적인 라이프스타일과 전통적인 차 문화를 접목시키는 독창적인 경험을 창출하고 있다.

## 위치
본사 및 운영
브라운즈 본사는 서울특별시 용산구 한남대로28가길 23에 위치하고 있으며, 중국과 한국에 물류 창고를 운영하고 있다.
브라운즈는 서울 한남점과 성동점에 각각 갤러리와 스튜디오를 운영하며, JW 메리어트 서울, 반얀트리 서울, SSG 청담, 갤러리아 압구정, 롯데백화점, 현대백화점, 무인양품 등 다양한 국내 명소에서도 차와 다구를 선보이고있다.
주요 서비스로는 차와 도구의 큐레이션을 통해 아시아 차의 역사와 문화를 체험할 수 있는 기회를 제공한다.
차 문화와 한국화 등 동양적 미학을 경험할 수 있는 전시 공간으로 차와 관련된 다양한 전시를 통해 깊이 있는 차 문화를 제공하며 소비자들과의 깊은 소통을 이어가고 있다.
갤러리 및 스튜디오
- 브라운즈 한남점 갤러리: 국내외 작가들이 제작한 독창적인 차그릇과 싱글 오리진 티, 그리고 국내 작가의 민화 작품을 전시한다. 정갈하고 우아한 분위기 속에서 차와 예술의 조화를 체험할 수 있으며, 관람료는 무료이다.
- 브라운즈 성동점 스튜디오: 기업 상담과 문화 교류의 공간으로 활용되며, 국내외 작가들의 정교한 차그릇과 싱글 오리진 티를 전시한다. 기업 고객을 위한 맞춤형 상담과 협업 기회를 제공한다.

## 역사
- 2016년: 브라운즈 설립
- 2017년: 서울 용산구 한남점 갤러리 개관
- 2018년: 인터컨티넨탈 호텔 그룹 홀리데이인 광주, JW 메리어트 호텔 서울 입점
- 2019년: 쉐라톤 호텔 서울 입점, 월드비전 자선경매 진행
- 2020년: 트래블로지 호텔 서울 입점
- 2021년: 무인양품(MUJI) 입점, SSG푸드마켓 청담점 입점
- 2022년: 롯데백화점 시시호시, 갤러리아백화점 압구정 Gourmet494 입점
- 2023년: 브라운즈 성동점 스튜디오 오픈
- 2024년: 현대백화점 압구정, 판교, 무역, 목동 HByH 입점

## 사회적 기여
브라운즈는 차 문화를 깊이 탐구하고, 삶을 더욱 아름답게 만드는 것을 목표로 하고 있다. 난민의 건강과 환경 보호를 위해 월드비전과 함께 식수 펌프 사업에 참여하며 수익금의 일부를 난민 식수 개발에 지원한다.

## 같이 보기
- 리움미술관
- 블루스퀘어
- 남산도서관
- 남산공원